# Magellan (ruimtesonde)
Magellan (ook: Venus Radar Mapper) was een onbemande Amerikaanse ruimtevlucht naar de planeet Venus uit 1989. Het doel van deze missie was om het planeetoppervlak nauwkeurig met radar in kaart te brengen. Het was de opvolger van de Pioneer Venus.

## Financiering

### Opgelegde bezuinigingen
Het oorspronkelijke missieplan voorzag in een speciaal ontworpen ruimtevaartuig. Het kostenplaatje hiervan bleek echter een te groot obstakel; het ontwerpteam kreeg een strikt budget toegewezen. Evenals bij Pioneer Venus het geval was, wilde NASA daarom zo min mogelijk geld aan deze vlucht spenderen. De ruimtevaartorganisatie toonde zo de buitenwacht, ook voor een relatief gering bedrag een project uit te kunnen voeren.

### Inventieve NASA benut reserveonderdelen
NASA gebruikte onderdelen die van andere programma's overschoten. Overbodige maar daarom niet minder dure technische systemen vonden zo alsnog een bestemming. Niet gebruikte componenten uit de Mariner, Viking, Voyager, Galileo, Ulysses en Skylab-programma's werden in het ontwerp geïntegreerd om de kosten te drukken.
Zo was de middelgevoelige antenne afkomstig van de Mariner Mars 1971. Zowel de laaggevoelige als schotelantenne werden, samen met de stuurraketjes en behuizing, uit het Voyager-magazijn gevist. Het energiebeheersysteem speelde leentjebuur bij de P-80 satelliet. Enige radio-onderdelen van Ulysses bleken eveneens van nut. Ten slotte voorzag Galileo in delen van de interne besturing en sommige voor Space Shuttle ontworpen onderdelen konden worden gebruikt voor de vaste brandstofraket en brandstoftank.

### Kosten
Desondanks hing er nog steeds een stevig prijskaartje aan Magellan. Slechts de ontwikkeling van het radarsysteem kostte al 120 miljoen dollar. Het ruimtevaartuig zelf kostte 287 miljoen (de kosten voor de radar niet inbegrepen). Men begrootte het bedrag voor het volgen van de sonde en verwerking van gegevens op 95 miljoen; voor lancering en volgen gedurende de eerste maand was een bedrag van 49 miljoen benodigd. De totale begrote kosten kwamen hiermee op 551 miljoen dollar. Aanvullende uitgaven voor volgen en gegevensverwerking tussen 29 oktober 1991 en 12 oktober 1994 besloegen 130 miljoen. De totale kosten voor Magellan tikten aan op 680 miljoen dollar, ruim het dubbele van Pioneer Venus.

## Opbouw

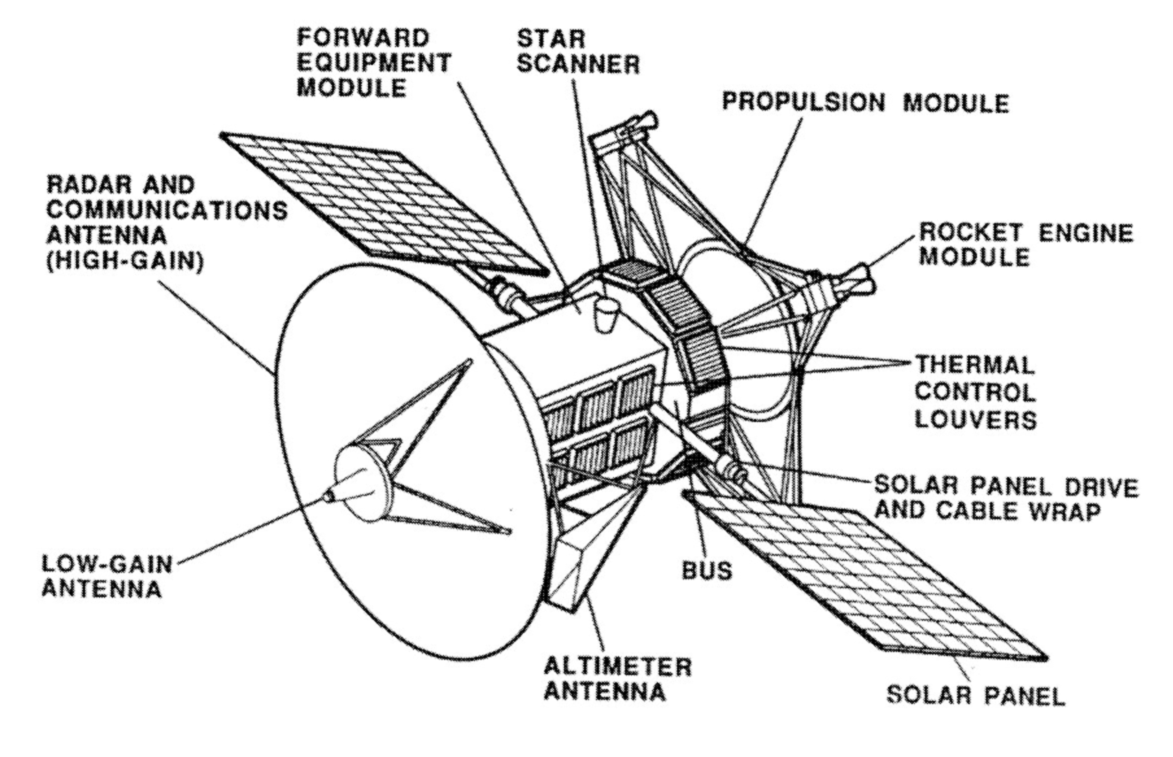
Opbouw van Magellan

### Afmetingen en indeling
De Magellan was hoofdzakelijk opgebouwd rond een schotelantenne met een diameter van 3,70 m, die een dubbele functie had. Naast radarmetingen onderhield deze radiocontact met de Aarde. In de voor Voyager ontworpen antenneschotel zat een niet gebruikt gat voor een zonnesensor. Tevens beschikte het vaartuig over een middelgevoelige antenne. Het ruimtevaartuig had een lengte van 6,40 m en met uitgeklapte zonnepanelen een spanwijdte van 9,20 m. Achter de antenne bevond zich een rechthoekige behuizing voor de radarapparatuur, gyroscopen, accu's en orthogonaal aangebrachte vliegwielen. Hierachter lag een tienhoekig gedeelte dat plaats bood aan de bevestiging van de zonnepanelen, een sterrenzoeker, een laaggevoelige antenne als reserve voor noodgevallen, twee bandrecorders en de boordcomputer. Daarachter was het voortstuwingssysteem aangebracht.

### Gewicht

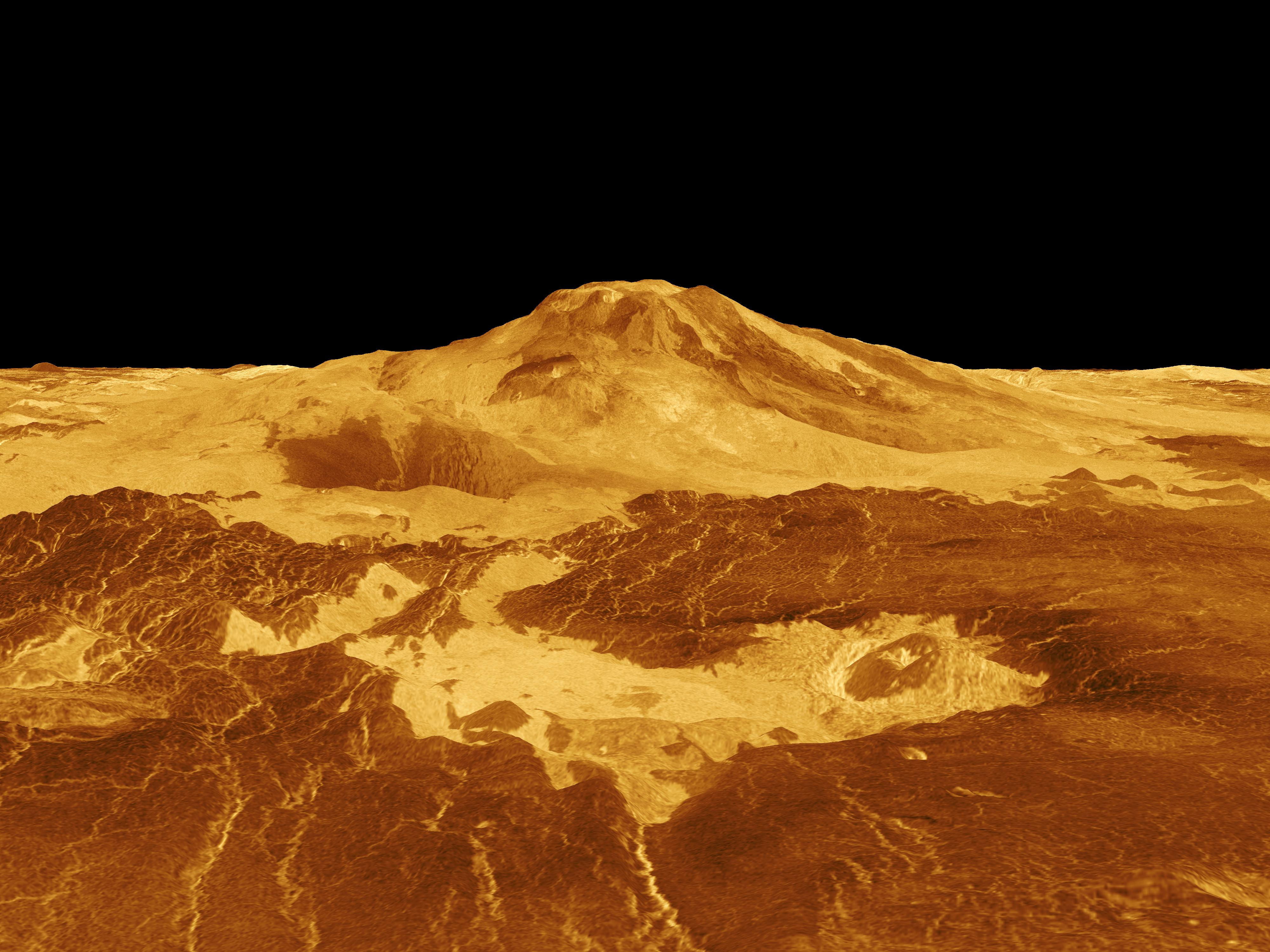
Radarbeeld van Maat Mons

Het totaalgewicht van Magellan bedroeg 3445 kg. Leeg woog het toestel 1035 kg.

### Energie
Voor energie beschikte Magellan over twee zonnepanelen die ieder een oppervlakte van 5,80 m² besloegen, de nikkel/cadmium (Ni/Cd) accu's leverden een voltage van 28 V indien de zonnepanelen niet door de zon werden beschenen. De zonnepanelen wekten in eerste instantie 1200 W op. Na verloop van tijd liep het opgewekte vermogen terug, tot het dusdanig zakte dat NASA zeer gericht te werk moest gaan om de sonde te laten functioneren.

### Voortstuwing en standregeling
Deze Venusverkenner was uitgerust met vier voortstuwingssystemen. Helemaal achter op het vaartuig zat een afwerpbare vaste brandstof raket, die werd gebruikt om de sonde tijdens aankomst af te remmen. De andere drie systemen waren allen dubbel uitgevoerd en benutten als vloeibare brandstof hydrazine. De kleinste leverden een stuwkracht van 0,9 N en dienden voor de standregeling. Gemiddeld een- à tweemaal per etmaal kalibreerde de sonde zijn vliegwielen door zijn standregelraketten te ontbranden. Grotere, zijdelings gerichte raketten leverden 22 N stuwkracht en stabiliseerden Magellan tijdens het afvuren van de remraket. De omlaag gerichte hoofdmotor wekte een stuwkracht op van 445 N en werd aangewend voor koerscorrecties. Een tank met helium hield het systeem onder druk.

### Radar

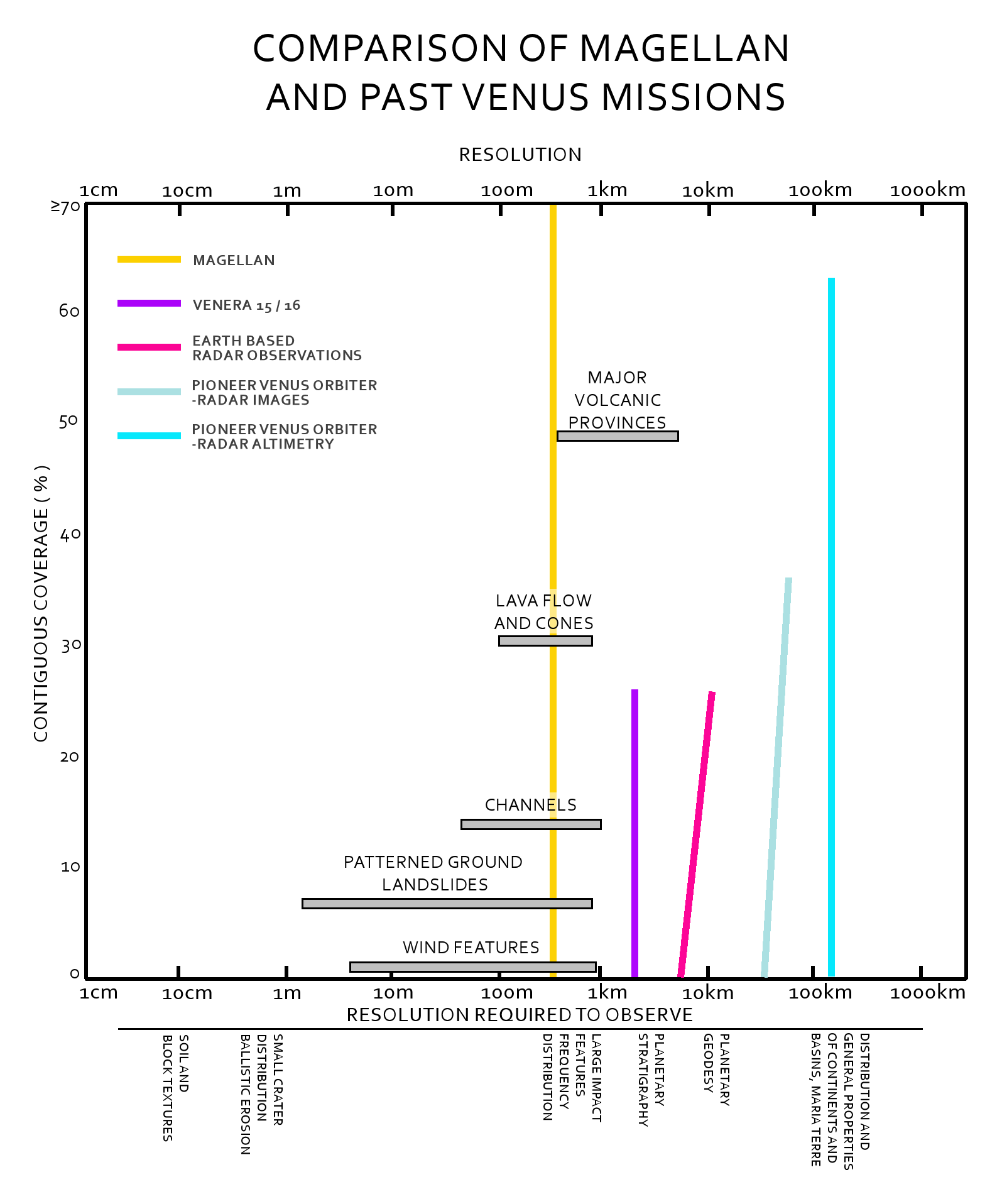
Vergelijking van nauwkeurigheid van metingen door diverse ruimtevaartuigen

De radar woog 15,2 kg en verbruikte nominaal 210 W. Deze was aan de voorkant bevestigd. Voor het bereiken van periapsis draaide de sonde zijn radarantenne naar Venus. Een kleinere hoogtemeter antenne diende om de vlieghoogte te meten. Dit proces nam zes minuten in beslag. Vervolgens vloog het toestel in 37,2 minuten vanaf de Noordpool tot 66°Z voor radarmetingen. Om metingen op het zuidelijk halfrond te verrichten, wachtte Magellan 4,7 minuten boven de Noordpool en kon zo metingen doen tot 80°Z. Gedurende een oppervlaktescan bracht Magellan een strook van 17.000 km lengte en 25 km breedte in kaart. Deze legde men naast de hoogtemetingen en aldus verkreeg men een driedimensionale kaart van het oppervlak van Venus.
De verkregen data konden niet onmiddellijk worden doorgeseind, aangezien de antenne hiervoor verkeerd gericht stond. In plaats daarvan sloeg een bandrecorder de verkregen gegevens tijdelijk op (806,4 kb/s). Na voltooien van de radarmetingen tijdens een omloop kantelde het vaartuig opnieuw zijn antenne gedurende een zes minuten durende draai. Nu wees de antenne in de richting van de Aarde. Vervolgens zond Magellan zijn opgeslagen gegevens met een snelheid van 268,8 kb/s naar het DSN. Ging er iets mis, dan moest de vluchtleiding acht maanden (een Venusdag duurt 243 aardse dagen) wachten tot Magellan opnieuw over het desbetreffende gebied vloog.
De radargolven hadden een golflengte van 2,385 GHz, een pulslengte van 0,0265 ms en een sterkte van maximaal 325 W.
De radar had drie instellingen. Tijdens SAR-stand (Synthetic Aperture Radar) bracht het instrument het oppervlak in kaart en ALTIMETER merkte hoogteverschillen op. Gedurende RADIOMETER instelling zond de radar geen golven uit maar ving de thermische microgolven afkomstig van het oppervlak op, om de temperatuur in te schatten en zo de soortelijke weerstand te bepalen en de samenstelling van het oppervlak vast te stellen. De nauwkeurigheid van SAR bedroeg 150 m, die van ALTIMETER 30 m en die van RADIO was 2 K.

## Vluchtverloop

### Lancering
Magellan koos het luchtruim op 4 mei 1989 vanaf Cape Canaveral. De start van deze vlucht geschiedde echter niet door een rechtstreekse lancering. Magellan werd op 5 mei 1989 gelanceerd vanuit het vrachtruim van Space Shuttle Atlantis tijdens de STS-30 missie. Een uur later schoot de tweetrapsraket de ruimtesonde op weg naar zijn bestemming. Tijdens de vlucht vonden drie baancorrecties plaats, waarvan twee op 21 mei 1989 geschiedden en de derde op 13 maart 1990. Na een vlucht van ruim één jaar en drie maanden naderde de verkenner zijn doel.

### Na aankomst
Op 10 augustus 1990 arriveerde Magellan bij Venus. Hij kwam in een baan met een hoogste punt van 8463 km en een laagste punt 297 km. De inclinatie bedroeg 85,5° bij een excentriciteit van 0,39177 met een omlooptijd van 3,26 uur.

### Communicatieproblemen
Zes dagen na het bereiken van een parkeerbaan hulde Magellan zich gedurende 15 uur in stilzwijgen. Dit gebeurde nogmaals op 21 augustus, dit keer viel de radioverbinding 17 uur weg. Hierop voorzag NASA hun sonde van nieuwe software; die zorgde voor een algehele reset indien dit probleem vaker zou voorkomen.

### Voltooien missieplan

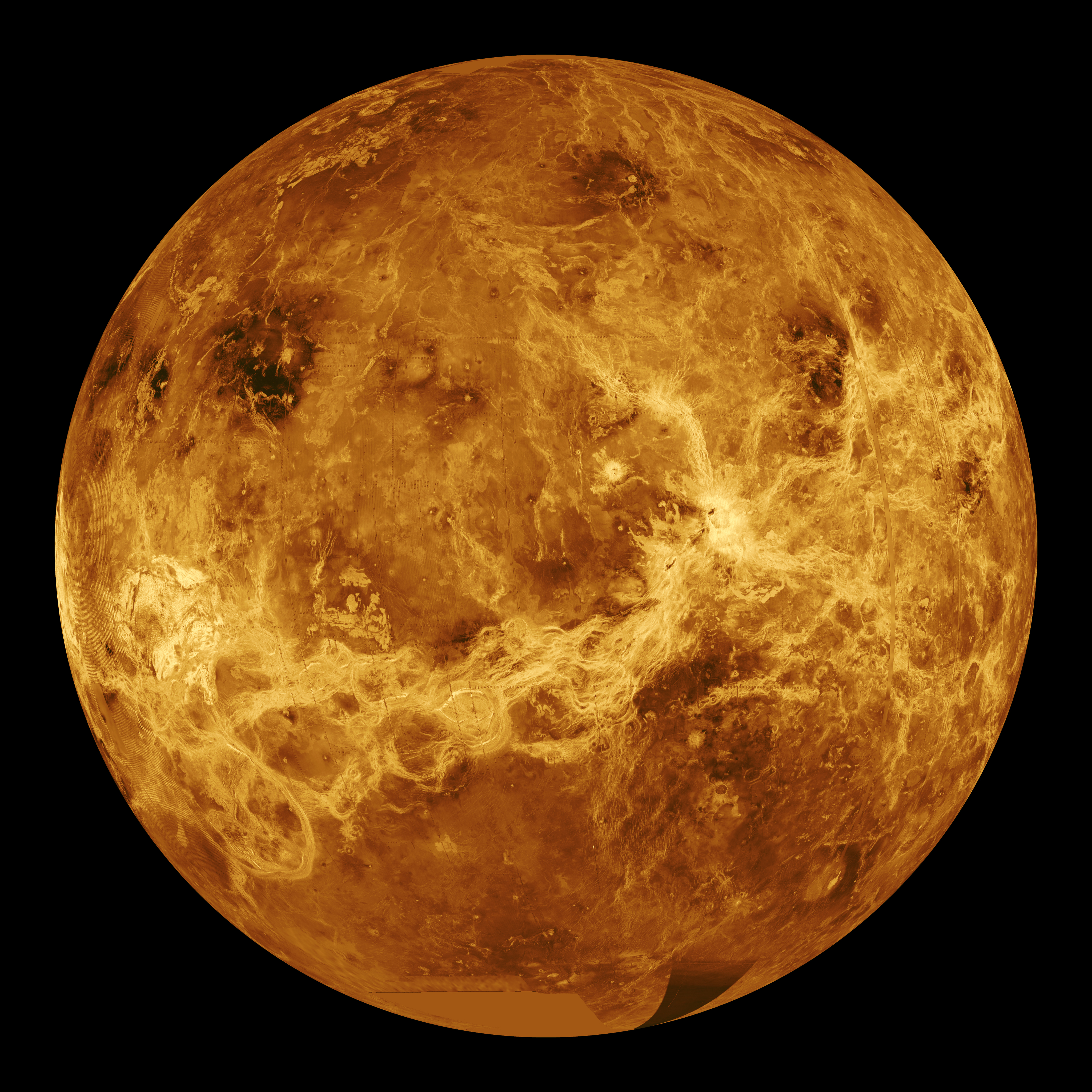
Radarkaart van Venus door Magellan

De eerste fase van zijn missie nam acht maanden in beslag en duurde van 15 september 1990 tot 15 mei 1991 (een Venusdag). De radarantenne wees naar de planeet en 83,7% van de oppervlakte werd middels radarmetingen in kaart gebracht. Het missieplan ging ervan uit dat Magellan één cyclus bleef functioneren en iets meer dan 70% van het oppervlak in kaart bracht. Alle extra tijd die er nog bij kwam was dus meegenomen. Tijdens de tweede fase, van 16 mei 1991 tot 15 januari 1992, vulde de sonde nog openstaande witte plekken op en verrichtte waarnemingen in de omgeving van de Venusiaanse Zuidpool. Hierna was 96% van Venus in kaart gebracht De derde cyclus die liep van 24 januari tot 15 september 1992 gebruikte de verkenner om de resterende witte vlekken te cartograferen en aanvullende metingen te doen die stereobeelden van het oppervlak opleverden.
Tijdens fase vier, tussen 15 september 1992 en mei 1993, verzamelde Magellan gegevens over zwaartekracht vanuit een elliptische baan. Dit vereiste wel dat de antenne op de Aarde bleef gericht, zodat er geen radarmetingen mogelijk waren. Door middel van een aerobraking-manoeuvre (de sonde duikt tijdens ieder baantje even de atmosfeer in), uitgevoerd tussen 24 mei en 3 augustus 1993, kwam de sonde in een cirkelvormigere baan. Deze had een omlooptijd van 94 minuten bij een apoapsis van 540 km en periapsis van slechts 180 km. Van 3 augustus 1993 tot 29 augustus 1994 nam Magellan tijdens fase vijf gedetailleerde metingen betreffende het zwaartekrachtveld, die 95% van het planeetoppervlak besloegen.
Tijdens de occultatieproef verdween Magellan langzaam achter de planeet. In deze periode ondervonden de uitgezonden radiosignalen steeds meer weerstand van de atmosfeer. Uit de hierdoor veroorzaakte verzwakking van het signaal (door absorptie en refractie) konden atmosferische eigenschappen worden afgeleid. De eerste proef gebeurde tijdens de 3212e, 3213e en 3214e omloop op 5 en 6 oktober 1991; daarna met tussenpozen tot de sonde in de atmosfeer verbrandde.
In september 1994 werd het Windmill-experiment uitgevoerd. De zonnepanelen werden zodanig gedraaid, dat door de ondervonden luchtweerstand de atmosferische dichtheid op verschillende hoogtes werd vastgesteld. Dit nam ruim een maand in beslag.

### Einde van de missie
De verkenner vond een vurig einde toen hij op 11 oktober 1994 langzaam maar zeker richting Venus viel. Op 12 oktober 1994 verloor de vluchtleiding voorgoed het radiocontact, waarna Magellan op 13 oktober 1994 in de Venusiaanse dampkring verbrandde.

## Wetenschappelijke resultaten
De missie van Magellan kan als zeer geslaagd worden beschouwd. Deze verkenner bracht 99% van het totale planeetoppervlak in kaart. Zijn radarmetingen hadden een oplossend vermogen dat tien keer hoger lag dan de waarnemingen die de Russische Venera 15 en 16 verrichtten. De radarmetingen besloegen een terrein van 100 x 150 meter. Magellan registreerde dat aan de oppervlakte van Venus hevige winden kunnen voorkomen, vond bewijzen van vulkanisme en tektoniek en toonde het bestaan van pannenkoekvormige domes aan. Bovendien merkte het vaartuig tal van lavakanalen op en bleek 85% van Venus bedekt door lava. Op Aarde vormen vulkanen min of meer groepen, zoals de Pacifische Ring van Vuur. Op Venus komen ze veelvuldiger voor en in een willekeurig patroon, in gelijke mate verspreid over het oppervlak.
Venus mag dan zeer heet zijn (475° C) bij een hoge luchtdruk (92 atmosfeer), maar erosie kent op onze buurplaneet slechts een zeer langzaam verloop. Oorzaak is het ontbreken van water, hetgeen ervoor zorgt dat landschapskenmerken honderden miljoenen jaren blijven bestaan. Wel zijn er aanwijzingen voor winderosie.
De metingen van het zwaartekrachtveld omsloegen bijna de gehele planeet met een nauwkeurigheid van 2 tot 3 milligal bij een resolutie van 700 km.